# يو إف سي 281
يو إف سي 281: أديسانيا ضد بيريرا (بالإنجليزية: UFC 281: Adesanya vs. Pereira)‏ هو حدث لفنون القتال المختلطة ستُنظمه يو إف سي، وسيُقام في 12 نوفمبر 2022 في ماديسون سكوير جاردن في نيويورك، الولايات المتحدة.